# شوتيك
شوتيك (showtek)  ثنائي دي جي هولاندي محتص في موسيقى الرقص الإلكترونية يتضمن الأخوين «جورد جانسين» (بالإنجليزية: sjoerd Jansen)‏ من مواليد 6 أبريل 1984 و «ووتر جانسين» (بالإنجليزية: wouter Jansen)‏ ولد في 30 أغسطس 1982 .عمل الثنائي في تلحين وتأدية عدد هام من الأغاني لمغنين معروفين أمثال «كريس براون» «دافيد غيتا» و «تييستو».تمكنت أغنية «بوياه» (بالإنجليزية: booyah)‏ رفقة المغني «سوني ويلسون» (بالإنجليزية: sonny willson)‏ من احتلال مراكز متقدمة في تصنيف الأغاني حول العالم لتحتل المركز الخامس في ترتيب المملكة المتحدة، وكذالك هو الأمر لأغنية «سيء» (بالإنجليزية: bad)‏ مع كل من دافيد غيتا وفاسي (بالإنجليزية: vassy)‏ والتي تمركزت خامسا في ترتيب أستراليا للأغاني وفي المركز السادس في كل من فرنسا وبلجيكيا.

## روابط خارجية
- شوتيك على موقع ميوزك برينز (الإنجليزية)
- شوتيك على موقع أول ميوزيك (الإنجليزية)
- شوتيك على موقع ديسكوغز (الإنجليزية)